# Liste des œuvres d'art de la Haute-Marne
Cet article vise à recenser les œuvres d'art dans l'espace public de la Haute-Marne, en France.

## Liste
Les œuvres sont classées par ordre alphabétique de communes et, au sein de celles-ci, par ordre chronologique d'installation, dans la mesure des informations disponibles.

### Sculptures
| Œuvre                              | Auteur                    | Commune               | Localisation                                                | Notes | Installation | Coordonnées                      | Illustration |
| ---------------------------------- | ------------------------- | --------------------- | ----------------------------------------------------------- | --- | ------------ | -------------------------------- | --- |
| Buste d'André Theuriet             | À déterminer              | Auberive              | À déterminer                                                | Représente André Theuriet. | À déterminer | à géolocaliser                   | Image manquante |
| Buste de René Mougeot              | À déterminer              | Bettancourt-la-Ferrée | Centre hospitalier Geneviève de Gaulle-Anthonioz            | | À déterminer | 48° 39′ 20″ nord, 4° 57′ 55″ est | Image manquante |
| Buste de Paul Maistre              | Eugène Bénet              | Bourbonne-les-Bains   | Dans le parc de la Mairie                                   | Représente Paul Maistre. | À déterminer | à géolocaliser                   | Image manquante |
| Buste de Charles-Guillaume Étienne | À déterminer              | Chamouilley           | Sur la place de la Mairie                                   | Représente Charles-Guillaume Étienne. | À déterminer | 48° 36′ 21″ nord, 5° 02′ 39″ est | Buste de Charles-Guillaume Étienne |
| À déterminer                       | À déterminer              | Joinville             | Centre des finances publiques                               | | À déterminer | à géolocaliser                   | style="background: var(--background-color-disabled, #dadde3); color: var(--color-subtle, #54595d); vertical-align: middle; text-align: center; " class="table-na" |
| Le Faucheur                        | Sylvain Kinsburger        | Joinville             | Promenade du petit bois, en face du château du Grand Jardin | | À déterminer | 48° 26′ 50″ nord, 5° 08′ 31″ est | Image manquante |
| Statue de Jean de Joinville        | Joseph-Stanislas Lescorné | Joinville             | Rue Aristide-Briand                                         | Représente Jean de Joinville. | À déterminer | 48° 26′ 34″ nord, 5° 08′ 29″ est | Statue de Jean de Joinville |
| L'Air et les Songes                | Eugène Van Lamsweerde     | Langres               | Tour Saint-Fergeux                                          | | 1988         | 47° 52′ 00″ nord, 5° 20′ 03″ est | Image manquante |
| Statue de Denis Diderot            | Auguste Bartholdi         | Langres               | Sur la place Diderot                                        | | 1884         | 47° 51′ 46″ nord, 5° 20′ 02″ est | Statue de Denis Diderot |
| Buste d'Auguste Laurent            | À déterminer              | Langres               | Près des remparts                                           | Représente Auguste Laurent. | À déterminer | à géolocaliser                   | Buste d'Auguste Laurent |
| Y d'If                             | François Bouillon         | Langres               | Cathédrale Saint-Mammès                                     | | 1991         | 47° 51′ 51″ nord, 5° 20′ 06″ est | Image manquante |
| Statue de Jeanne d'Arc,            | Félix Joffre              | Langres               | Sur la place Jenson                                         | Représentait Jeanne d'Arc. L'originale en bronze réalisée par Louis Fournier de 1903 est fondue en 1942, dans le cadre de la mobilisation des métaux non ferreux. | 1955         | à géolocaliser                   | Statue de Jeanne d'Arc« Monument à Jeanne d'Arc à Langres », sur À nos grands hommes,« Monument à Jeanne d'Arc à Langres », sur e-monumen                         |
| L'Automne                          | Hélène Bertaux            | Saint-Dizier          | Dans le parc du Jard                                        | | À déterminer | 48° 38′ 02″ nord, 4° 57′ 08″ est | Automne |
| Monument du siège de 1544          | René Carillon             | Saint-Dizier          | À déterminer                                                | Commémore le siège de Saint-Dizier. | 1905         | 48° 38′ 13″ nord, 4° 56′ 50″ est | Monument commémoratif du siège de Saint-Dizier |
| Statue de la Liberté               | Auguste Bartholdi         | Semoutiers-Montsaon   | Base aérienne de Chaumont-Semoutiers                        | | 1956         | à géolocaliser                   | Statue de la Liberté |
| Le Faucheur                        | Sylvain Kinsburger        | Wassy                 | Dans le parc des Grandes-Promenades                         | | À déterminer | à géolocaliser                   | Le Faucheur |
| Le Triomphe de Galatée             | Jean Coulon               | Wassy                 | Dans le parc des Grandes-Promenades                         | Représente Galatée. | 1889         | 48° 29′ 43″ nord, 4° 56′ 50″ est | Le Triomphe de Galatée |

### Monuments aux morts
| Œuvre                                                    | Auteur                                 | Commune                 | Localisation                                           | Notes                                                           | Installation | Coordonnées    | Illustration                             |
| -------------------------------------------------------- | -------------------------------------- | ----------------------- | ------------------------------------------------------ | --------------------------------------------------------------- | ------------ | -------------- | ---------------------------------------- |
| Poilu écrasant l'aigle allemand (d) (monument aux morts) | Copie d'après Charles-Henri Pourquet   | Arc-en-Barrois          | À déterminer                                           |                                                                 | À déterminer | à géolocaliser | Image manquante                          |
| La Résistance (monument aux morts)                       | Copie d'après Charles-Henri Pourquet   | Blancheville            | À déterminer                                           |                                                                 | À déterminer | à géolocaliser | Image manquante                          |
| Poilu au repos (monument aux morts)                      | Copie d'après Étienne Camus            | Brottes                 | À côté de l'église                                     |                                                                 | À déterminer | à géolocaliser | Image manquante                          |
| Le Poilu victorieux (monument aux morts)                 | Copie d'après Eugène Bénet             | Bussières-lès-Belmont   | À déterminer                                           |                                                                 | À déterminer | à géolocaliser | Image manquante                          |
| Le Poilu victorieux (monument aux morts)                 | Copie d'après Eugène Bénet             | Chalvraines             | À déterminer                                           |                                                                 | À déterminer | à géolocaliser | Image manquante                          |
| Poilu avec fusil (monument aux morts)                    | Copie d'après Jules Déchin             | Cirfontaines-en-Azois   | À déterminer                                           |                                                                 | À déterminer | à géolocaliser | Image manquante                          |
| Poilu écrasant l'aigle allemand (d) (monument aux morts) | Copie d'après Charles-Henri Pourquet   | Clinchamp               | À déterminer                                           |                                                                 | À déterminer | à géolocaliser | Image manquante                          |
| Poilu au repos (monument aux morts)                      | Copie d'après Étienne Camus            | Consigny                | À déterminer                                           |                                                                 | À déterminer | à géolocaliser | Image manquante                          |
| Poilu au repos (monument aux morts)                      | Copie d'après Étienne Camus            | Darmannes               | Intersection de la rue du four et de la rue des pompes |                                                                 | À déterminer | à géolocaliser | Image manquante                          |
| Poilu au repos (monument aux morts)                      | Copie d'après Étienne Camus            | Dommartin-le-Franc      | À côté de l'église                                     |                                                                 | À déterminer | à géolocaliser | Image manquante                          |
| Le Poilu victorieux (monument aux morts)                 | Copie d'après Eugène Bénet             | Doulevant-le-Château    | À déterminer                                           |                                                                 | À déterminer | à géolocaliser | Le Poilu victorieux (monument aux morts) |
| Le Poilu victorieux (monument aux morts)                 | Copie d'après Eugène Bénet             | Fresnes-sur-Apance      | À déterminer                                           |                                                                 | À déterminer | à géolocaliser | Le Poilu victorieux (monument aux morts) |
| Le Poilu victorieux (monument aux morts)                 | Copie d'après Eugène Bénet             | Humes-Jorquenay         | À déterminer                                           |                                                                 | À déterminer | à géolocaliser | Image manquante                          |
| Poilu au repos (monument aux morts)                      | Copie d'après Étienne Camus            | Illoud                  | Au bord de la grande rue, près de la mairie            |                                                                 | À déterminer | à géolocaliser | Image manquante                          |
| Poilu au repos (monument aux morts)                      | Copie d'après Étienne Camus            | Lavilleneuve-au-Roi     | À côté de l'église                                     |                                                                 | À déterminer | à géolocaliser | Image manquante                          |
| Poilu au repos (monument aux morts)                      | Copie d'après Étienne Camus            | Le Puits-des-Mèzes      | À côté de l'église                                     |                                                                 | À déterminer | à géolocaliser | Image manquante                          |
| Le Poilu victorieux (monument aux morts)                 | Copie d'après Eugène Bénet             | Leffonds                | À déterminer                                           |                                                                 | À déterminer | à géolocaliser | Image manquante                          |
| Poilu au repos (monument aux morts)                      | Copie d'après Étienne Camus            | Millières               | À déterminer                                           |                                                                 | À déterminer | à géolocaliser | Image manquante                          |
| La Victoire en chantant (monument aux morts)             | Copie d'après Charles Édouard Richefeu | Osne-le-Val             | Grande rue                                             |                                                                 | 1923         | à géolocaliser | Image manquante                          |
| Poilu étreignant le drapeau (monument aux morts)         | Copie d'après Charles-Eugène Breton    | Rachecourt-sur-Marne    | À déterminer                                           |                                                                 | 1924         | à géolocaliser | Image manquante                          |
| Au mépris du danger (d) (monument aux morts)             | Copie d'après Eugène Bénet             | Récourt                 | À déterminer                                           |                                                                 | À déterminer | à géolocaliser | Image manquante                          |
| Armistice (monument aux morts)                           | Copie d'après Jules Déchin             | Rouvroy-sur-Marne       | À déterminer                                           | Également appelé Poilu Armistice ou Armistice 11 novembre 1918. | À déterminer | à géolocaliser | Image manquante                          |
| Armistice (monument aux morts)                           | Copie d'après Jules Déchin             | Rozières                | À déterminer                                           | Également appelé Poilu Armistice ou Armistice 11 novembre 1918. | À déterminer | à géolocaliser | Image manquante                          |
| Poilu au repos (monument aux morts)                      | Copie d'après Étienne Camus            | Semoutiers-Montsaon     | À côté de l'église                                     |                                                                 | À déterminer | à géolocaliser | Image manquante                          |
| Le Poilu victorieux (monument aux morts)                 | Copie d'après Eugène Bénet             | Sommevoire              | À déterminer                                           |                                                                 | À déterminer | à géolocaliser | Image manquante                          |
| Le Poilu victorieux (monument aux morts)                 | Copie d'après Eugène Bénet             | Thonnance-lès-Joinville | À déterminer                                           |                                                                 | À déterminer | à géolocaliser | Image manquante                          |
| Poilu au repos (monument aux morts)                      | Copie d'après Étienne Camus            | Vaux-sur-Blaise         | Sur la place de la victoire                            |                                                                 | À déterminer | à géolocaliser | Image manquante                          |
| Poilu au repos (monument aux morts)                      | Copie d'après Étienne Camus            | Villiers-sur-Suize      | À côté de l'église                                     |                                                                 | À déterminer | à géolocaliser | Image manquante                          |

### Fontaines
| Œuvre                 | Auteur                                                     | Commune   | Localisation        | Notes                                         | Installation | Coordonnées                      | Illustration    |
| --------------------- | ---------------------------------------------------------- | --------- | ------------------- | --------------------------------------------- | ------------ | -------------------------------- | --------------- |
| Fontaine Jeanne d'Arc | Copie par l'Union internationale artistique de Vaucouleurs | Lezéville | Laneuville-aux-Bois | Surmontée de la statue Jeanne d'Arc au sacre. | À déterminer | 48° 25′ 02″ nord, 5° 25′ 16″ est | Image manquante |

### Œuvres disparues ou retirées
| Œuvre | Auteur | Commune | Localisation | Notes | Installation | Coordonnées | Illustration |
| ----- | ------ | ------- | ------------ | ----- | ------------ | ----------- | ------------ |